# Zack Wheat
Pour les articles homonymes, voir Wheat.
Zachary Davis Wheat dit Zack Wheat, né le 23 mai 1888 à Hamilton (Missouri) et mort le 11 mars 1972 à Sedalia (Missouri), est joueur  américain de baseball évoluant en Ligue majeure de 1909 à 1927. Il joue dans le champ gauche pour les Dodgers de Brooklyn de 1909 à 1926 et termine sa carrière avec une moyenne de 0,316 au bâton. Il est élu au Temple de la renommée du baseball en 1959.